# Héctor González (wielrenner)
Héctor González Baeza (Barakaldo, 16 maart 1986) is een Spaans wielrenner die anno 2018 rijdt voor Dare Gaviota.

## Overwinningen
2010
6e etappe Ronde van Beauce
5e etappe Ronde van Guadeloupe

## Resultaten in voornaamste wedstrijden
| Jaar | Ronde van Italië | Ronde van Frankrijk | Ronde van Spanje |
| ---- | ---------------- | ------------------- | ---------------- |
| 2009 | 103e             |                     |                  |

## Ploegen
- 2007 –  Saunier Duval-Prodir (stagiair vanaf 1-8)
- 2008 –  Scott-American Beef [a]
- 2009 –  Fuji-Servetto
- 2010 –  Heraklion Kastro-Murcia (vanaf 29-3)
- 2011 –  KTM-Murcia (tot 31-5)
- 2018 –  Dare Gaviota

1. ↑  Tot augustus heette de ploeg Saunier Duval-Scott, maar na de positieve dopingtest van Riccardo Riccò tijdens de Ronde van Frankrijk stopte Saunier Duval de sponsoring. In augustus nam Scott Sports de rol als titelsponsor over, met American Beef als cosponsor.